# Desastre de Dannenwalde

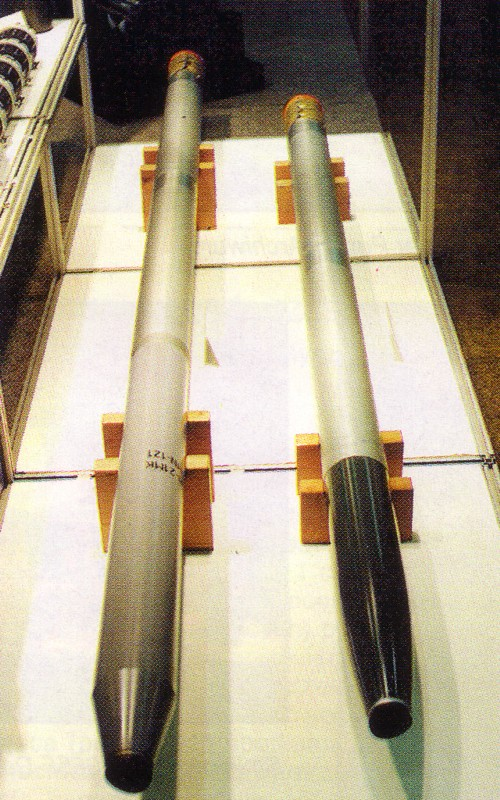
Misiles Katiusha de 122 mm, que causaron el desastre de Dannenwalde.

El desastre de Dannenwalde o desastre del misil de Dannenwalde fue una explosión ocurrida en un depósito de municiones de las tropas soviéticas estacionadas en la República Democrática Alemana el 14 de agosto de 1977, cerca de Dannenwalde. La explosión de un lanzacohetes múltiple Katiusha provocó que más de un centenar de misiles fueran lanzados en las proximidades de la base militar, causando daños materiales y acabando con las vidas de varios soldados estacionados en el lugar. No obstante, las circunstancias exactas que provocaron el estallido, así como el número exacto de víctimas (que se estima entre 50 y 300 bajas), permanece en secreto.

## Antecedentes
En 1938, se construyó en la localidad de Dannenwalde, al norte de Gransee (Brandeburgo), un complejo para la producción y almacenamiento de municiones para la Fuerza Aérea Alemana, el Lufthauptmunitionsanstalt Dannenwalde. Durante la Segunda Guerra Mundial, el depósito de municiones apenas se utilizó, ya que la munición se llevaba inmediatamente al frente de batalla.
Después de la guerra, la base militar fue utilizada por el ejército soviético. En los años posteriores, el lugar pasó a estar ocupado por el 2º Ejército de Tanques de la Guardia (2-ya gvardeyskaya tankovaya armiya), que ordenó ampliar el depósito de municiones y construir búnkeres de almacenamiento para municiones de mayor calibre. Según datos de la Bundesnachrichtendienst, la Agencia Federal de Inteligencia (BND), había un depósito de municiones (objeto número 521) con una capacidad total de 13.200 toneladas y un taller de reparación de armas (objeto número 523) en Dannenwalde.
A día de hoy, aún no está claro si también se almacenaron armas nucleares en Dannenwalde; así lo sugiere una declaración de Vladimir Gavrilovich Vlassenko, exjefe de bomberos del ejército soviético en la RDA, quien según el diario Märkische Allgemeinen confesó a un periódico ucraniano que se guardaba un "cargamento especial" en el área.
El 3397. Bewegliche Raketentechnische Basis ("Base de misiles móviles 3397") estacionado en Dannenwalde hasta 1992 aseguró el suministro de misiles balísticos tácticos SS-21 Scarab (9K79 Totschka) para el 2º Ejército de Tanques de la Guardia. En ella también se fabricaban las ojivas, el combustible y los diversos componentes tecnológicos del proyectil; cabe señalar que el misil SS-21 Scarab puede equiparse con diferentes ojivas nucleares y convencionales (fragmentación y racimo). Los misiles Katyusha de 122 mm no formaban parte del depósito 3397. Bewegliche Raketentechnische Basis, pero se consideraban municiones de artillería.

## Incidente de 1977
El 14 de agosto de 1977 a las 14:00 se produjo una explosión en la base militar de Dannenwalde. Se teoriza que un rayo golpeó una pila de misiles Katyusha de 122 mm, prendiendo algunos de los misiles almacenados y provocando que otras municiones se encendieran. Esto hizo activar los sistemas de propulsión de combustible sólido de los misiles, que comenzaron a despegar de forma descontrolada. Se desconoce el número exacto de misiles activados, pero probablemente no llegaron al millar de proyectiles disparados.
Los misiles volaron en un radio de 15 kilómetros, impactaron en un área de 180 kilómetros cuadrados y se produjeron impactos en 23 aldeas de la zona. Dado que los cohetes no estaban blindados, los misiles no explotaron, pero causaron daños materiales por valor de 37.000 marcos de la RDA. Se vieron afectados principalmente prados, zonas boscosas y campos agrícolas, pero también edificios. Un automóvil también fue golpeado por un misil.
Los habitantes de Dannenwalde huyeron del pueblo. Un tren de municiones colocado frente a la puerta de la base pudo ser maniobrado fuera de la zona de peligro por los ferroviarios. Hubo explosiones y voladuras incontroladas durante varias horas, y las explosiones terminaron alrededor de las 19:45 de la noche.
No hubo víctimas entre la población civil. Sin embargo, las tropas soviéticas sufrieron un gran número de bajas, en parte porque los soldados intentaron contener las explosiones de forma inadecuada. Debido al secretismo de las autoridades rusas, que aún persiste, se desconoce el número exacto de soldados muertos. Las estimaciones oscilan entre 50 y 300 muertos pero, según los conocimientos actuales, la cifra que sitúa el número de víctimas en torno a las 300 es atribuible a rumores que se difundieron poco después de los hechos. La estimación más realista hasta la fecha, calculada sobre la base del número de ataúdes fabricados por empresas de la RDA y entregados en los cuarteles, es de 70 muertos.

## Consecuencias
Después del desastre, el depósito de municiones se vació y las municiones aún intactas se trasladaron a otras bases. La munición dañada fue detonada en un área de entrenamiento cercana. Se produjeron explosiones todas las noches durante varias semanas y se enviaron aproximadamente 330 camiones en ese sitio para mover los proyectiles. En las noches inmediatamente posteriores al incidente, hubo camiones pesados que pueden indicar el transporte de armas nucleares.
Los operarios consiguieron recuperar 770 misiles. Testigos del operativo informaron que se encontraron municiones con llamativas marcas amarillas, las cuales fueron retiradas con especial precaución. En base a estos testimonios, se concluyó que el sitio también contenía armas químicas.
En la RDA, se ocultó toda la información sobre el incidente. Mucho después del desastre, la Stasi abriría todas las cartas enviadas por Dannenwalde.
Tras la retirada de las tropas soviéticas, se encontraron 270 misiles Katyusha enterrados durante una operación de limpieza en 2002. Incluso hoy, una cantidad desconocida de municiones todavía se encuentra en los terrenos de la antigua base militar. Algunos depósitos ubicados en las inmediaciones de la Beweglichen Raketentechnischen Basis mantienen daños visibles por la explosión de 1977.